# Mercedes LG 315/46

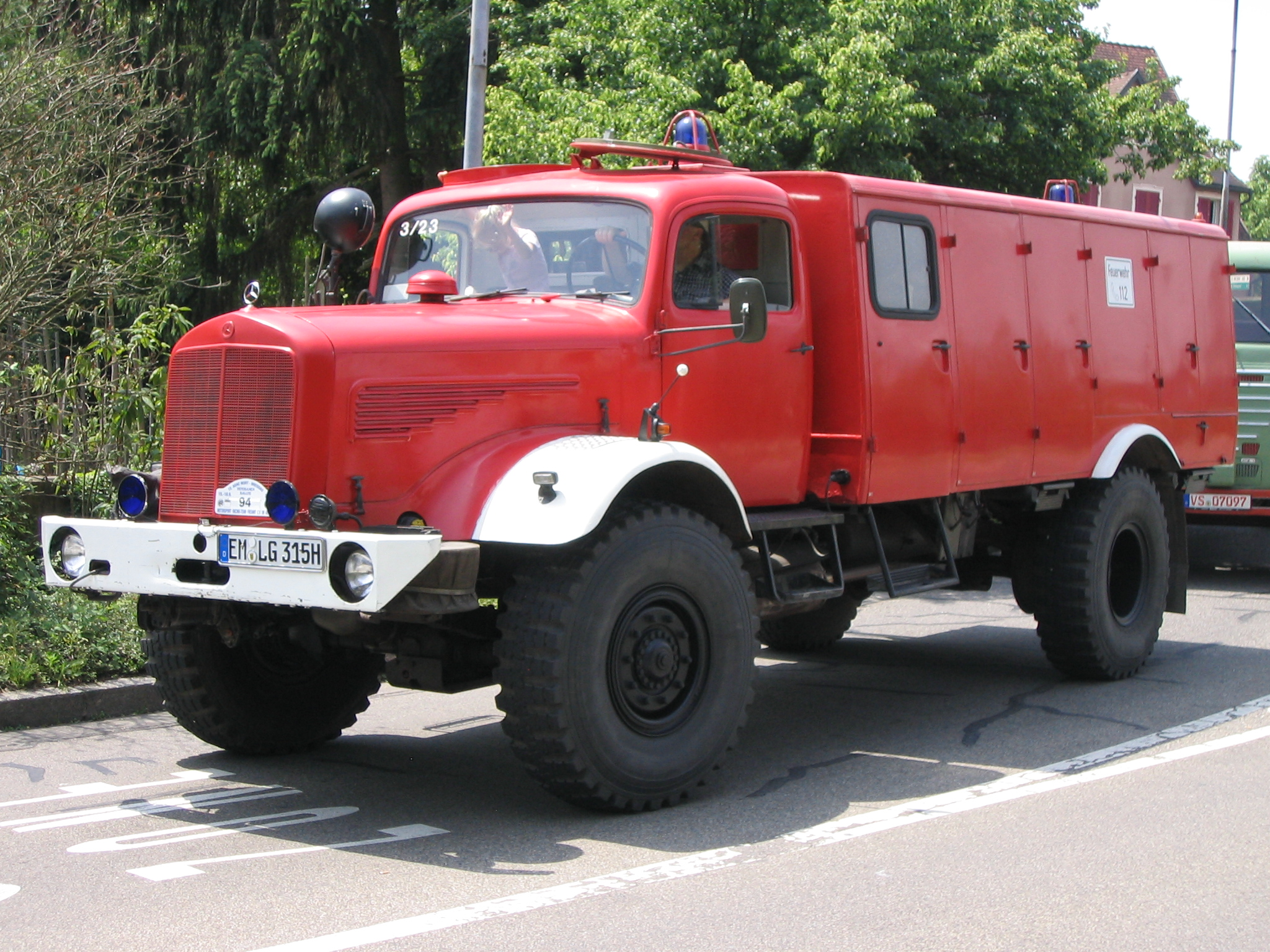
Mercedes LG 315/46 als Feuerwehrfahrzeug

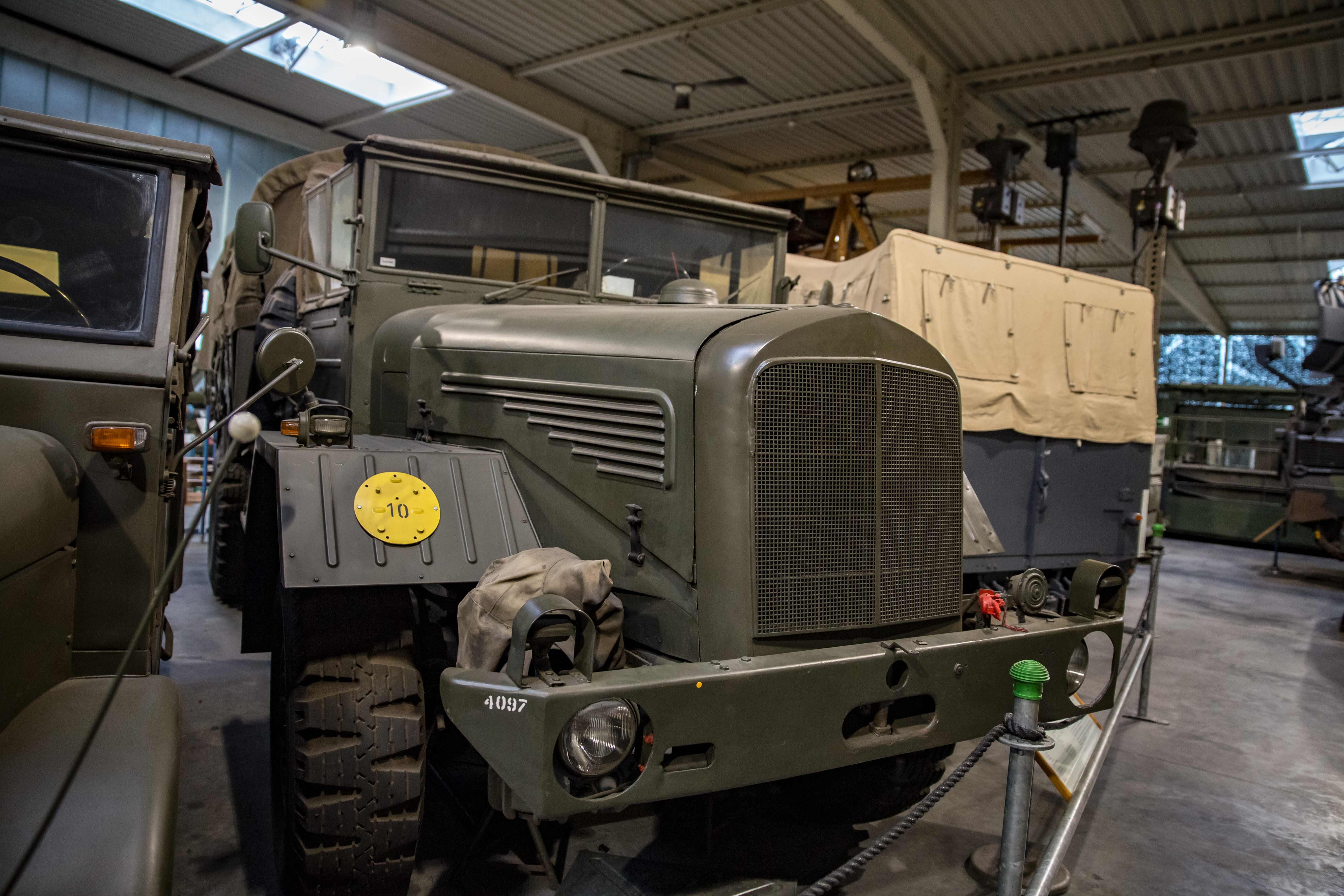
Bundeswehrfahrzeug
Mercedes LG 315/46 in der
Wehrtechnischen Studiensammlung Koblenz

Der Mercedes LG 315/46 von Daimler-Benz ist ein militärischer Lkw der 5-t-Klasse. Er wurde in der Bundeswehr ab 1958 bis 1964 beschafft und bis zu seiner abschließenden Ausmusterung ab 1976 eingesetzt.

## Entwicklung
Der Mercedes LG 315 gehört zur ersten Generation der Bundeswehr-Radfahrzeuge und wurde gemeinsam mit dem Typ MAN 630 eingeführt. Seine Konstruktion basiert auf dem im Zweiten Weltkrieg gebauten Typ Mercedes-Benz L 4500. Aus diesem Fahrzeug wurde zunächst der Typ LG 6600 entwickelt, mit Zwillingsbereifung auf der Hinterachse sowie Ganzstahlführerhaus mit Beobachterluke und Holzpritsche.
Ausschlaggebend für Auftragsvergabe von der Bundeswehr und die Verwendung von Fahrzeugen von Daimler-Benz und MAN waren die ungenügenden Fertigungskapazitäten des eigentlich favorisierten Herstellers MAN, der insgesamt ca. 20.000 Fahrzeuge an die Bundeswehr lieferte. Es war absehbar, dass MAN in der Aufstellungsphase der Bundeswehr nicht genügend Fahrzeuge liefern konnte.
Mit dem späteren Radstand von 4,60 m, nunmehr mit der Typenbezeichnung LG 315/46, zählt das Fahrzeug als Variante der Mercedes-Benz L 315. Der Mercedes LG 315/46 ist ein zweiachsiges, einzelbereiftes und hochgeländegängiges Fahrzeug mit Allradantrieb, ausgerüstet mit einem 145 PS (107 kW) starken Vielstoff-Vorkammer-Dieselmotor mit 8276 cm³ Hubraum und einem 6-Gang-ZF-Getriebe. Optional war eine Seilwinde und hydraulische Lenkhilfe verfügbar.
Wegen der Ausstattung mit Vielstoffmotor kann der Mercedes LG 315/46 bei Versorgungsengpässen außer mit Diesel auch mit anderen Treibstoffen betrieben werden, bis hin zu Diesel-Benzin-Gemischen. Dabei muss ein Leistungsverlust von 10 bis 20 % in Kauf genommen werden.

## Verwendung
Ab 1958 wurden ca. 6600 Fahrzeuge an die Bundeswehr geliefert. die sich auf Varianten mit Pritsche und Plane und Varianten mit Feuerwehrrüstsätzen aufteilen.
Das Fahrzeug wurde mit dem „Einheitsführerhaus“, einem Führerhaus mit Faltverdeck und abklappbarer Windschutzscheibe oder einem Ganzstahlführerhaus gefertigt. Die Pritschenfahrzeuge hatten zunächst eine werkseigene, später die „Einheitspritsche“.
Dieses Fahrzeug wurde als
- Pritschenlastkraftwagen für Personal- und Materialtransport
- Rüstsatzträger Pioniergruppe mit Spezialpritsche und Plane und zusätzlichem seitlichem Einstieg auf der Pritsche
- Tanklöschfahrzeug TLF 2400 und Trockenlöschfahrzeug TroLF 1500 der Bundeswehrfeuerwehr

eingesetzt.